# 隆德福特角 (阿肯色州)
隆德福特角（英語：Lundsford Corner）是位於美國阿肯色州普拉斯基縣的一個非建制地區。該地的面積和人口皆未知。

## 地理
隆德福特角的座標為34°54′26″N 92°32′59″W / 34.90722°N 92.54972°W，而該地的平均海拔高度為91米（即299英尺）。